# ほら!ここがオズワルドさんち!
『ほら!ここがオズワルドさんち!』は、 2021年4月2日から2024年3月28日までTBSラジオ制作・JRN系列で放送されていた、お笑いコンビ・オズワルド（畠中悠、伊藤俊介）がパーソナリティを担当するラジオ番組。

## 概要
- 2020年12月28日、「マイナビ Laughter Night 第6回チャンピオンLIVE」優勝特典として特番が放送され[1]、2021年4月より「マイナビ Laughter Night」後半30分枠でレギュラー番組として放送[2]。2022年4月からは木曜0時枠（水曜深夜）に枠移動し、放送時間も1時間に拡大した[3]。
- 番組タイトルは畠中が考案したもの[4]。番組専用ハッシュタグは『#ここオズ』。
- 2024年2月7日（8日深夜）放送分にて、番組が同年3月末に終了することを発表した[5]。

## 放送時間
- 土曜 0:30 - 1:00（金曜深夜）（2021年4月 - 2022年3月・マイナビLaughter Night内・後半枠）
- 木曜 0:00 - 1:00（水曜深夜）（2022年4月 -  2024年3月28日〈27日深夜〉）

## コーナー
自慰、性の句
「自慰」を題材にした辞世の句を募集するコーナー。コーナーの最後には構成作家のせおによる句が読まれる。
スナックOZUへようこそ
リスナーからオズワルドの二人に相談したい性の悩みを募集するコーナー。
未来予想水
録音放送であるこの番組が、収録後に放送される水曜日に起こりそうなトピックスを募集するコーナー。
俺こう見えて友達1人もいないんだよね
リスナーから畠中が漫才で使うフレーズ「俺こう見えて〇〇なんだよね」の「○○」に入る文章を募集するコーナー。
畠中の子供
畠中が漫才中に「自身の子供を育てている」という設定を元に、リスナーから子供の設定を募集するコーナー。
教えて！ヒティニキ先生
リスナーからヒティニキ先生こと畠中に聞きたいこと、ふだん疑問に思っていること、教えたい自分の珍説を募集するコーナー。
こんな優しいことしました
リスナーから自分がした優しいこと、善行のエピソードを募集するコーナー。
お前、悪くないよ
伊藤がキャバクラボーイ時代、どんな悩みや相談にも「お前、悪くないよ」で返していたというエピソードから生まれたコーナー。リスナーから悩みを募集し、どんな内容でも伊藤が全て「お前、悪くないよ」で全肯定する。テーマソングはしゃろうの『サンタは中央線でやってくる』。
ごーめんねぇい！
エンディングに行われていたコーナー。リスナーから送られてきた謝罪を求めるメールに、伊藤が代わりに「ごーめんねぇい！」と謝罪の言葉を送る。
私も椎名林檎見ました
リスナーから椎名林檎の目撃談を募集するコーナー。
ぺらぺらMOROHA選手権
MOROHAの楽曲「革命」の歌詞に乗せて、リスナーの薄っぺらいエピソードを募集するコーナー。このコーナーより先にザ・マミィが自身のラジオ番組『カラフルオセロ』（文化放送）にて『MOROHAのコーナー』を発足していた事から、お互いのラジオで話題となった。
畠中なんだってさー!!
リスナーから伊藤が漫才で使うフレーズを活かしたオリジナル4行漫才を募集するコーナー。
忍法おチョメ隠し
リスナーから淡い恋愛エピソードを「おチョメ」な部分を隠して送ってもらうコーナー。
ぜのコーナー
リスナーから伊藤が漫才で使うフレーズ「○○らしいぜ～！」「○○って、聞こえたぜ？」を活かしたオリジナル漫才を募集するコーナー。
洋楽イメージ翻訳選手権
洋楽の歌詞の内容をリスナーがイメージで翻訳し、実際に歌唱して送ってもらうコーナー。

## ゲストおよびその他の出演者
- 2021年5月29日 - 真空ジェシカ
- 2021年9月4日、9月11日 - チャンス大城
- 2021年12月31日 - チャンス大城
- 2022年2月12日 - 空気階段
- 2022年3月19日 - 金の国
- 2022年6月16日 - もう中学生
- 2022年7月4日 - もう中学生
  - 体調不良で欠席した伊藤の代打パーソナリティとして出演した。
- 2022年10月27日 - コットン
- 2023年1月5日 - もう中学生
- 2023年2月16日 - コットン
  - 体調不良で欠席した伊藤の代打パーソナリティとして出演した。
- 2023年9月14日 - 川瀬名人（ゆにばーす）
  - 体調不良で欠席した畠中の代打パーソナリティとして出演した。
- 2023年9月21日 - ヤジマリー。（スカチャン）
  - 体調不良で欠席した畠中の代打パーソナリティとして出演した。
- 2023年10月26日 - カゲヤマ
- 2024年3月7日 - 真空ジェシカ川北、空気階段もぐら[7]
- 2024年3月28日（最終回） - 真空ジェシカ川北
  - サプライズ出演し、自身の結婚を発表した[8]。

## テーマ曲
- オープニング
  - アットホーム・ダッド メインテーマ（中西匡）
- エンディング
  - その日暮らし（T字路s)
- ジングル
  - TEENAGER（フジファブリック)

ほか、Nagie Laneが制作したオリジナルジングルが2023年3月2日より使用されていた。

## ネット局
| 放送対象地域  | 放送局                 | 放送時間                      | 備考       |
| ------------- | ---------------------- | ----------------------------- | ---------- |
| 関東広域圏    | TBSラジオ              | 木曜 0:00 - 1:00 （水曜深夜） | 制作局     |
| 沖縄県        | 琉球放送               | 木曜 0:00 - 1:00 （水曜深夜） | 同時ネット |
| 熊本県        | 熊本放送               | 土曜 20:00 - 21:00            | 遅れネット |
| 石川県        | 北陸放送               | 土曜 21:00 - 22:00            | 遅れネット |
| 長崎県 佐賀県 | 長崎放送 NBCラジオ佐賀 | 日曜 21:00 - 22:00            | 遅れネット |
| 山形県        | 山形放送               | 土曜 19:30 - 20:30            | 遅れネット |
| 富山県        | 北日本放送             | 土曜 19:30 - 20:30            | 遅れネット |
| 青森県        | 青森放送               | 土曜 22:00 - 23:00            | 遅れネット |
| 山梨県        | 山梨放送               | 金曜 21:00 - 21:59            | 遅れネット |
| 愛媛県        | 南海放送               | 月曜 21:00 - 22:00            | 遅れネット |
| 大分県        | 大分放送               | 火曜 21:00 - 22:00            | 遅れネット |

過去の放送局
- 高知放送 日曜 23:00 - 24:00（2022年4月 - 2022年9月25日）
- RSK山陽放送 木曜 21:00 - 22:00（2022年9月29日 - 2023年3月30日）
- 山陰放送 火曜 21:00 - 22:00（2023年4月4日 - 2023年9月26日）[14]

## スタッフ
- ディレクター
  - 越崎恭平 - 『マイナビ Laughter Night』時代から引き続き担当。
- 構成
  - 平島太郎 - オズワルドの単独ライブ、ニューラジオなども担当
  - せお - 構成のほか、せおの手書きイラストによる放送後記を担当。